# Adelomyrmex
Adelomyrmex  (лат.) — род мелких тропических муравьёв из подсемейства Myrmicinae (Formicidae). Около 30 видов.

## Описание
Мелкие муравьи. Рабочие мономорфные, длина от 1,8 до 4,2 мм. Усики 12-члениковые (булава из двух сегментов). Формула щупиков: 2,2; 1,2; 1,1. Развиты клипеальный латеральный зубец и зубец или выступ на базальном крае мандибул. Жвалы с 4-6 зубцами на жевательном крае. Проподеум угловатый или с шипами. Стебелёк между грудкой и брюшком состоит из двух члеников: петиолюса и постпетиолюса (последний четко отделен от брюшка), жало развито, куколки голые (без кокона). 

## Распространение
Центральная и Южная Америка, Новая Гвинея, Новая Каледония, Палау, Фиджи, Самоа, Галапагосские острова.

## Систематика
Род Adelomyrmex вместе с родом Baracidris Bolton, 1981 относится к группе родов Adelomyrmex genus-group (из трибы Stenammini, иногда выделяемые в отдельную трибу Adelomyrmecini), или в трибу Solenopsidini.

### Синонимия
- Apsychomyrmex Wheeler, 1910
- Arctomyrmex Mann, 1921

### Список видов
- Adelomyrmex betoi
- Adelomyrmex biroi Emery, 1897 typus
- Adelomyrmex boltoni
- Adelomyrmex brevispinosus
- Adelomyrmex costatus
- Adelomyrmex cristiani
- Adelomyrmex foveolatus
- Adelomyrmex grandis
- Adelomyrmex hirsutus Mann, 1921
- Adelomyrmex laevigatus
- Adelomyrmex longinodus
- Adelomyrmex longinoi
- Adelomyrmex mackayi
- Adelomyrmex micans
- Adelomyrmex microps
- Adelomyrmex minimus
- Adelomyrmex myops (Wheeler, 1910)
- Adelomyrmex robustus
- Adelomyrmex samoanus Wilson & Taylor, 1967
- Adelomyrmex silvestrii (Menozzi, 1931)
- Adelomyrmex striatus
- Adelomyrmex tristani (Menozzi, 1931)
- Adelomyrmex vaderi
- Другие виды